# Monastero di Dobrun

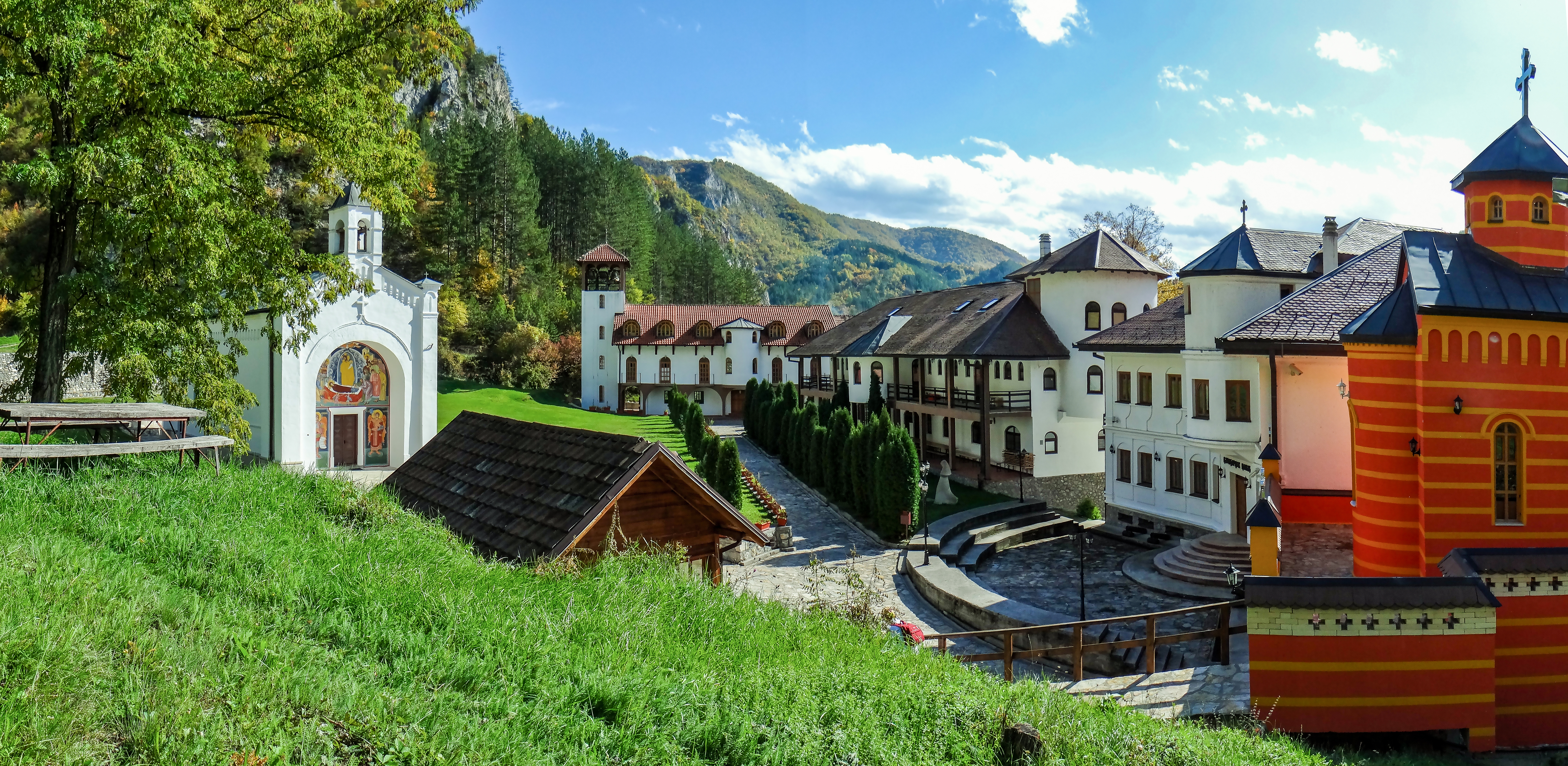
Veduta interna del complesso monastico

Il Monastero della Dormizione della Santissima Madre di Dio (noto anche come monastero di Dobrun) è un monastero della Chiesa ortodossa serba situato nella Metropolia di Dabar-Bosna.
Il monastero si trova vicino a Višegrad, sul fiume Rzav ed è uno dei monasteri più antichi dell'odierna Bosnia ed Erzegovina.
I due affreschi più antichi e famosi del monastero, conservati fino ad oggi, rappresentano l'uno l'imperatore Dušan con sua moglie Elena e il figlio Uroš, l'altro il fondatore del monastero, lo zupano Pribil, i suoi figli e il genero Stan.
Tra le pareti rocciose sopra il monastero c'è una grotta, il cui ingresso era un tempo murato; era abitata da eremiti che si recavano al monastero solo durante le principali festività.
Nel monastero ha sede la casa editrice "Dabar", che pubblica l'omonima rivista della metropolia di Dabar-Bosna e ha stampato circa altri 50 titoli su tematiche spirituali.

## Storia
Non si sa esattamente quando fu fondato il monastero e sono tramandate diverse versioni della sua origine. Secondo il metropolita Sava Kosanović, il monastero risale al IX secolo. Secondo alcuni storici fu edificato nel 1219, quando la Chiesa ortodossa serba ottenne l'indipendenza, mentre altre fonti affermano che il monastero sia stato creato durante il regno dell'imperatore Dušan, quando il compito di gastaldo di quella parte del confine occidentale dello stato serbo era assegnato allo zupano Pribil.
Secondo quest'ultima versione, fu proprio Pribil il fondatore del monastero, poiché si riporta che egli nella fortezza di Dobrun, accanto al tribunale della contea, tra il 1340 e il 1343 costruì anche un monastero. La chiesa del monastero era modesta, era costruita in pietra e frassino, aveva la forma di una basilica a navata unica senza cupola. Il tempio fu dipinto da eccellenti pittori della Serbia meridionale.
Dopo che lo zupano Pribil divenne monaco (col nome monastico di Varnava), l'incarico amministrativo fu ereditato dai suoi figli, prima Stefan e poi Petar, che aggiunsero il presbiterio esterno e il tesoro sul lato nord e li fecero affrescare nel 1383. Al tempo in cui Petar era zupano, c'erano circa 720 monaci a Dobrun.
Sotto l'influenza dei signori bosniaci Radinović e Pavlović, che governavano a Višegrad, il prefetto Petar si ritirò e, seguendo l'esempio di suo padre, divenne monaco con il nome di Jovan.
Dobrun cadde in mano ai Turchi nel 1462. Secondo la leggenda fu conquistato a tradimento. Un servitore serbo rivelò ai turchi che un corteo nuziale era partito da Dobrun per andare a prendere la sposa a Prijepolje. I turchi aspettarono il corteo sulla via del ritorno presso le Bijela Brda, ne uccisero i componenti, si travestirono coi loro abiti, entrarono nella città di Dobrun e l'occuparono. In quell'occasione distrussero la città mentre il monastero fu solo danneggiato. I monaci più giovani si dispersero in eremi inaccessibili in tutta la zona intorno a Dobrun, mentre solo i più anziani rimasero nel monastero. Dopo la morte di questi monaci, la chiesa del monastero rimase aperta solo durante le principali festività fino a quando il monastero cadde in rovina e fu completamente abbandonato.
Il monastero fu restaurato nel XVI secolo dai monaci che, dopo aver lasciato il monastero di Dobrun, avevano fondato un monastero nella località di Vagan. I Turchi lo distrussero nuovamente alla fine del XVII secolo, e i monaci si dispersero negli antichi eremi. Gli abitanti della regione di Dobrun ricostruirono il monastero alla fine del XVIII secolo; tuttavia non erano tornati i monaci nel monastero e le funzioni si tenevano solo tre volte l'anno: a Natale, a Pasqua e a Pentecoste.
Durante la rivolta in Bosnia ed Erzegovina del 1875 i turchi condussero rappresaglie punitive demolendo un gran numero di luoghi santi, tra cui il monastero di Dobrun. A seguito del Congresso di Berlino, dal 1878 la Bosnia ed Erzegovina ebbe un nuovo padrone invece dei turchi: fu occupata dagli austro-ungarici. Grazie al metropolita Sava Kosanović, alla gente della zona di Dobrun e all'aiuto della baronessa Wilhelmina Nikolić, nel 1884 il monastero di Dobrun fu rifondato e nuovamente restaurato. La chiesa originaria dello zupano Pribil venne restaurata, ma andarono perduti il nartece e il tesoro del suo successore Petar.
Durante la prima guerra mondiale il monastero fu ancora danneggiato, ma il restauro fu avviato già nel 1921. Durante la ristrutturazione, l'iscrizione del fondatore sopra l'architrave all'ingresso del nartece venne ridipinta e gli antichi affreschi del portale a volta furono ricoperti da un nuovo strato di pittura. Una nuova disgrazia colpì il monastero durante la seconda guerra mondiale: i tedeschi usarono la chiesa come magazzino per le mine, che nel gennaio 1945 esplosero e rasero al suolo il monastero. Questa è stata la distruzione più grave del monastero, dalla quale sopravvissero solo il nartece e il campanile.
In un solo anno la gente del posto ricostruì la chiesa del monastero, che venne consacrata la domenica dopo la festa di san Demetrio (Mitrovdan) del 1946.
Nel 1994, dopo 250 anni, per decisione del metropolita di Dabar-Bosna Nikolaj il monastero fu di nuovo abitato da monaci.
Nel 2004, in occasione del 200º anniversario della prima rivolta serba, sono stati aggiunti nuovi edifici al complesso monastico, tra cui la locanda (konak) di Karađorđe, in cui, al primo piano, si trova il Museo della prima rivolta serba, mentre al secondo piano c'è il museo dei metropoliti di Dabar-Bosna dove viene mostrata la storia di questa diocesi. Nell'ambito del museo dei metropoliti si trova anche una piccola cappella dedicata a sant'Andrea apostolo, il Primo Chiamato, protettore della famiglia reale Karađorđević.
Sempre nel 2004 è stato posto sulla rupe che sovrasta il monastero, accanto a una grande croce bianca, un monumento a Karađorđe. Nello stesso anno un noto filantropo e uomo d'affari di Chicago, Slobodan Pavlović, ha finanziato la costruzione di un ponte pedonale sul fiume Rzav.
Nel frattempo sono stati realizzati anche i lavori di restauro dell'antica Chiesa della Dormizione della Santissima Madre di Dio. Negli scavi sotto la chiesa sono stati rinvenuti resti di affreschi di epoca medievale e ceramiche, oltre a monete austro-ungariche. Inoltre, negli scavi sono stati scoperti oltre due metri quadrati di parti di affresco, che molto probabilmente furono sepolte dopo l'esplosione provocata dai soldati tedeschi nel 1945. Gli archeologi hanno anche scoperto diversi resti umani e un'intera tomba, il che indica che i benefattori della chiesa, così come i fondatori, furono sepolti qui in passato.

## Galleria d'immagini

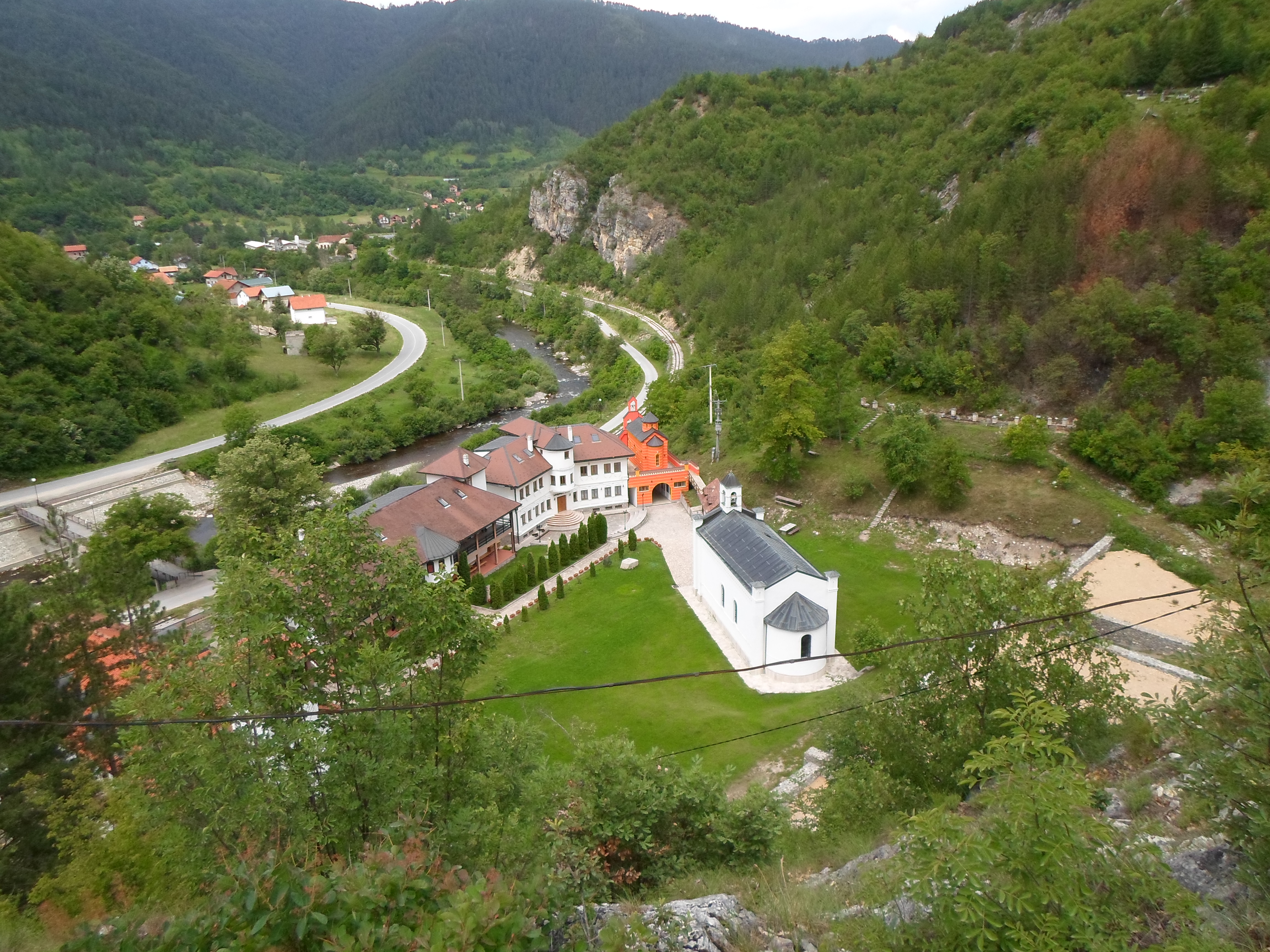
Monastero di Dobrun, veduta generale dall'alto
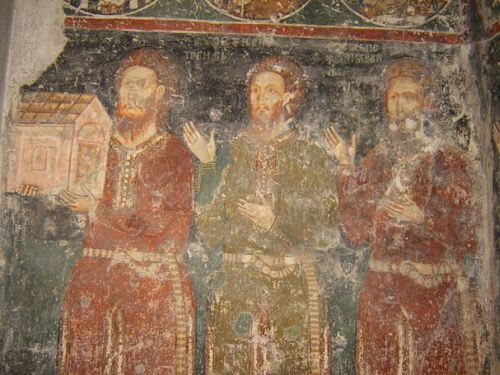
Monastero di Dobrun, affresco che raffigura il fondatore del monastero
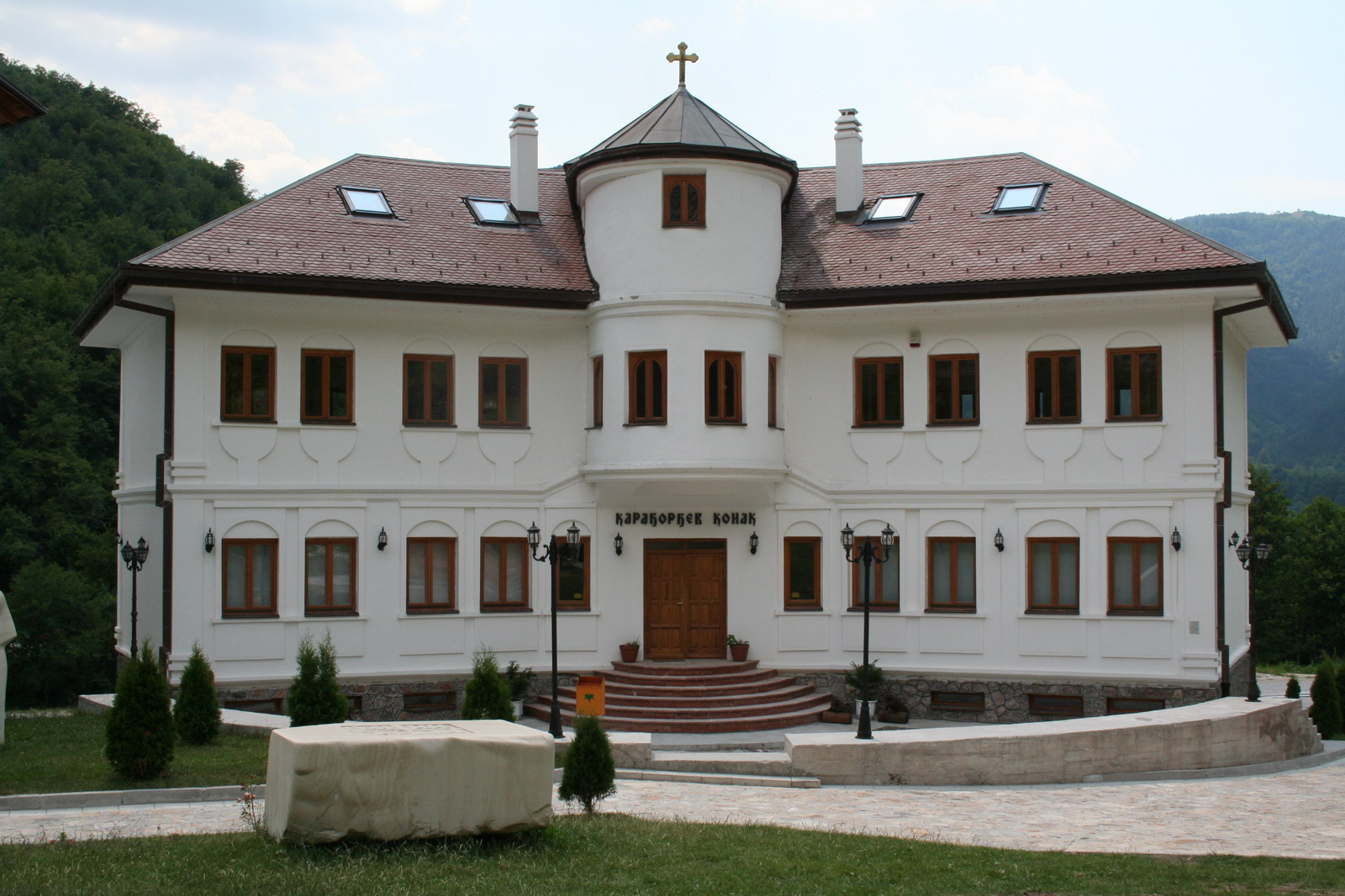
Monastero di Dobrun, locanda (konak) di Karađorđe
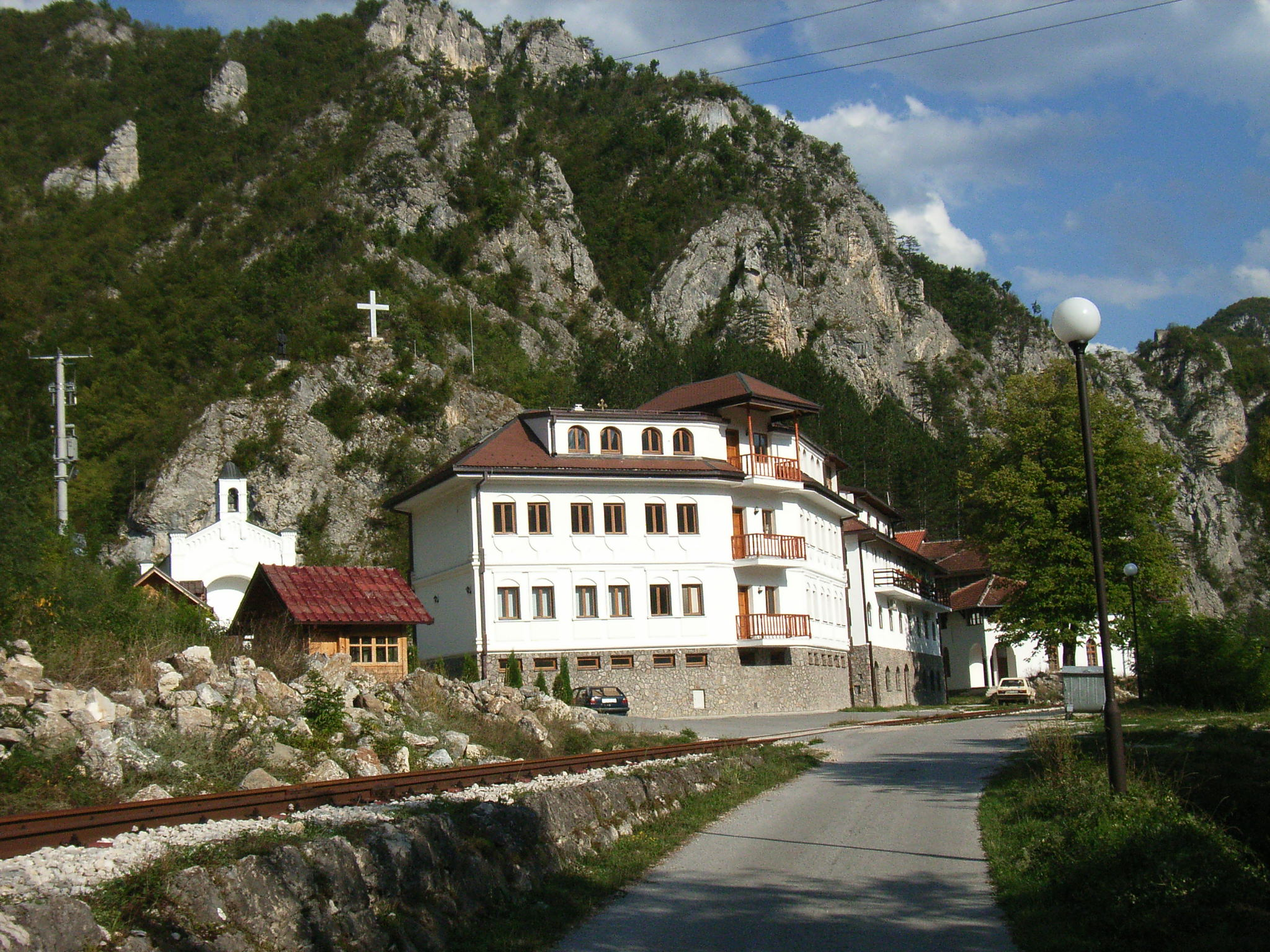
Monastero di Dobrun, veduta esterna prima della costruzione del portale d'ingresso
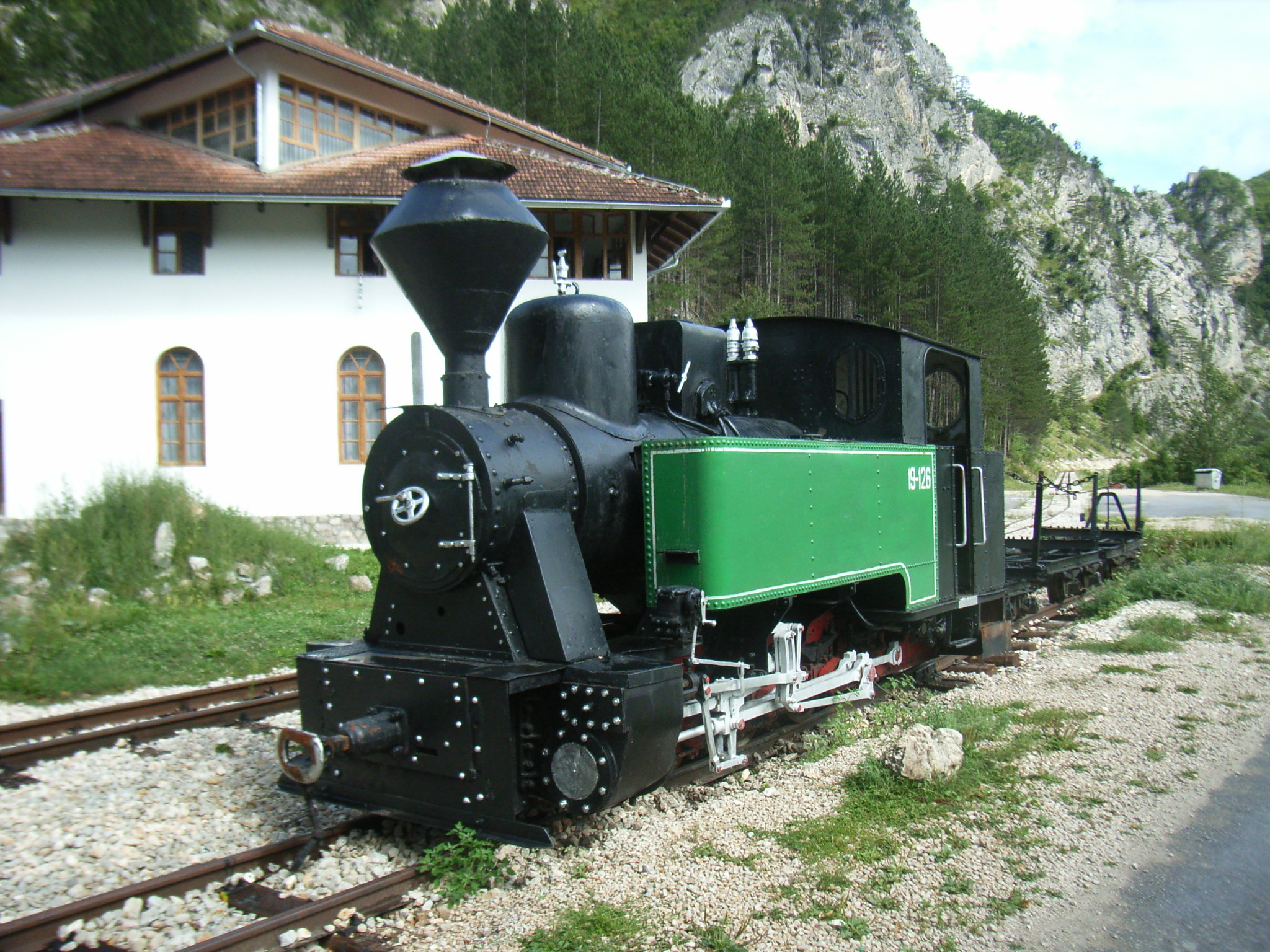
Monastero di Dobrun, locomotiva della ferrovia turistica Šarganska osmica.